# Rudolf Antoni
Rudolf Antoni (* 1921; † 1986) war ein österreichischer Journalist.

## Leben
Rudolf Antoni wurde 1921 geboren. Er war ein Journalist sozialdemokratischer Orientierung. Seit 1951 war er Chefredakteur der Niederösterreichischen Wochenblätter. Am 1. April 1955 wechselte er in die Redaktion der Wiener Zeitung. Am 1. Jänner 1972 wurde er in der Nachfolge von Franz Stamprech zum Chefredakteur der Wiener Zeitung bestellt. In dieser Funktion war er bis 1983 tätig, er verstarb im Jahr 1986.

## Publikationen
- Medien und Moral. In: Jahrbuch des ÖGB, Österreichischer Gewerkschaftsbund, Wien 1978, S. 69 ff.
- Wiener Zeitung seit 280 Jahren Fixpunkt in der Medienlandschaft. In: Franz Ivan, Helmut W. Lang und Heinz Pürer (Hrsg.): 200 Jahre Tageszeitung in Österreich. 1783–1983. Wien 1983, S. 327–338.